# Sasse
Pour l’article homonyme, voir Karl-Ernst Sasse.
Ne doit pas être confondu avec Sasse (Buéa).
Le Sasse est un torrent du Sud de la France dans le département des Alpes-de-Haute-Provence, en région Provence-Alpes-Côte d'Azur. C'est un affluent gauche de la moyenne Durance, donc un sous-affluent du Rhône.

## Géographie

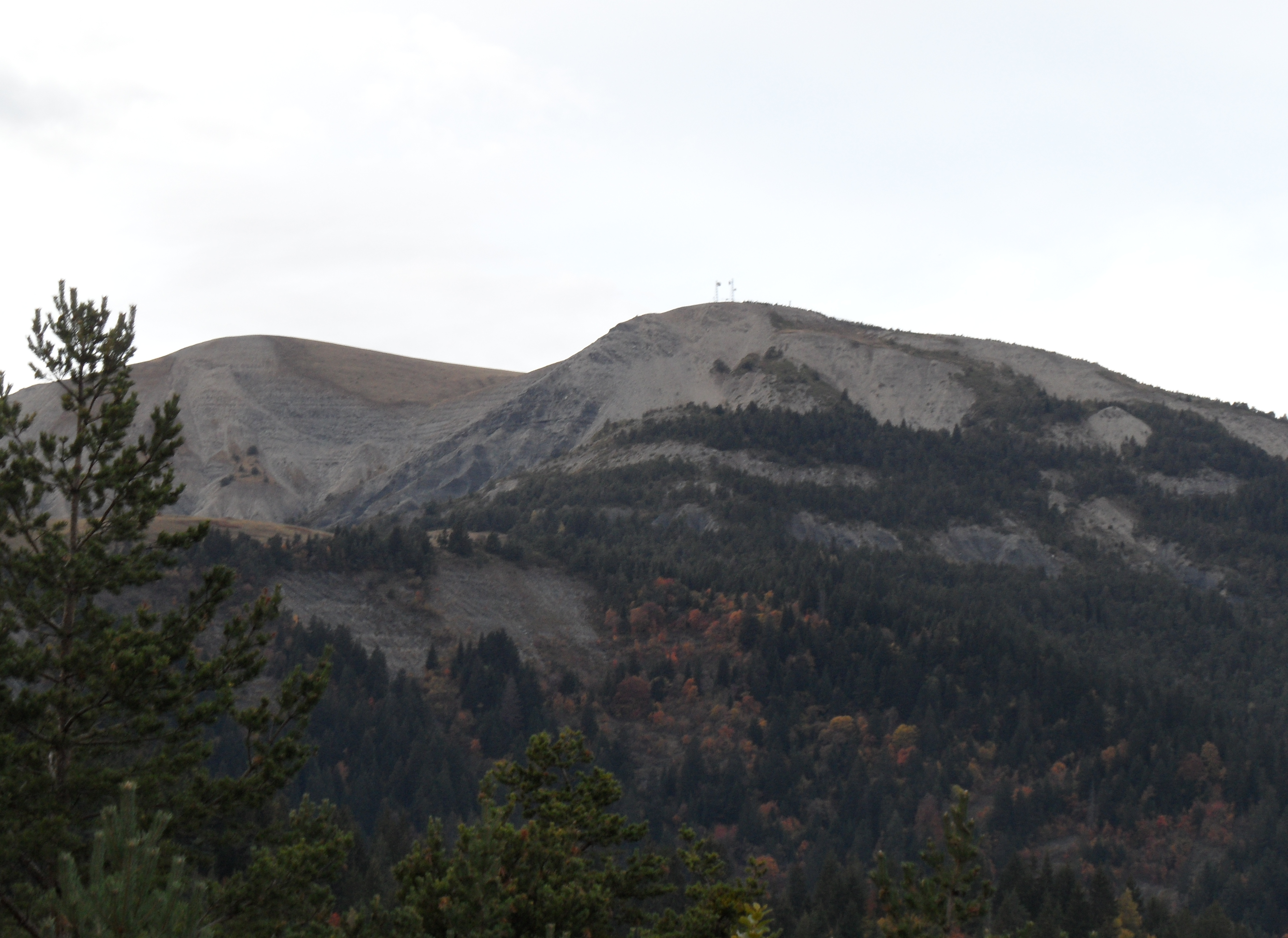
Tête Grosse (sommet) vu depuis le col du Fanget.

La longueur de son cours d'eau est de 39,2 km. 
Le Sasse prend sa source sur la commune de Selonnet, au nord du sommet Tête Grosse (2 032 m), à 1 920 m d'altitude le long du Téléski de Tête Grosse sur la station de ski de Chabanon-Selonnet. Il s'appelle aussi le ravin de la Piche dans cette partie haute.
Il coule globalement du est-nord-est vers le l'ouest-sud-ouest.
Il conflue en rive gauche de la moyenne Durance sur la commune de Valernes à 470 m d'altitude sous les ruines de la Bastide Blanche.

### Communes et cantons traversés
Dans le seul département des Alpes-de-Haute-Provence, le Sasse traverse six communes et trois cantons :
- dans le sens amont vers aval : Selonnet (source), Bayons, Clamensane, Nibles, Châteaufort, Valernes (confluence).

Soit en termes de cantons, le Sasse prend source, traverse et conflue dans le canton de Seyne, le tout dans les deux arrondissement de Digne-les-Bains et arrondissement de Forcalquier.

### Affluents
Le Sasse a seize affluents référencés :
- le ravin de Trente Pas,
- la Clastre  (rd), 5,4 km
- le torrent de Chabert (rg), 5,7 km avec un affluent :
  - le torrent de Combovin,
- le ruisseau des Tines,
- le torrent de Roulnon,
- le torrent de Reynier, avec un affluent :
  - le ravin du Gayne,
- le torrent des Graves
- le torrent du Vermeil, avec un affluent :
  - le torrent de Combe Chabrière,
- le torrent de Maynard,
- le torrent du Grand Vallon (rd), 19,2 km avec deux affluents ;
  - le torrent de la Combe,
  - le torrent de Fontaugier
- le Riou d'Entraix, avec deux affluents :
  - le ravin d'Aurillane,
  - le Riou Boyer,
- le ravin de Bastidon,
- le ravin de la Pène (rg), 5,4 km
- le ravin des Martins,
- le ravin du Poux,
- le torrent de Syriez (rd), 15,9 km avec deux affluents :
  - le ravin de Rabanelles,
  - le torrent d'Engeriès.

Le rang de Strahler s'établit donc à trois.

## Hydrologie
Le Sasse traverse deux zones hydrographiques 'Le Sasse du ravin de Saint-Véran à la Durance' (X071) pour une superficie de 332 km2 et 'le Sasse de sa source au ravin de Saint-Véran' (X070) pour une superficie de 171 km2, complètement incluse dans la précédente. Le bassin versant du Sasse est donc de 332 km2.

## Organisme gestionnaire
L'organisme gestionnaire est le SMAVD ou Syndicat mixte d'aménagement de la vallée de la Durance.

## Histoire
Le Sasse connaît des crues violentes : lors de celle de 1934, il détruit plusieurs ponts et emporte des tronçons de routes.

## Étymologie
Sasse est un nom fréquent dans les Alpes, il vient du latin saxum (rocher) que l'on retrouve dans des toponymes tels que Saix, Sassey, Sassière, Sache, etc. En Italie, le Gran Sasso (2914 m) est le point culminant des Apennins.